# Список Героев Советского Союза (Николаенко — Нюхтиков)
В настоящем списке представлены в алфавитном порядке все Герои Советского Союза, чьи фамилии начинаются с буквы «Н» (всего 363 человека, из них трое удостоены звания дважды). Список содержит даты Указов Президиума Верховного Совета СССР о присвоении звания, информацию о роде войск, должности и воинском звании Героев на дату представления к присвоению звания Героя Советского Союза, годах их жизни.
Ударения в фамилиях Героев приведены по книге «Герои Советского Союза: Краткий биографический словарь / Пред. ред. коллегии И. Н. Шкадов. — М.: Воениздат, 1988. — Т. 2 /Любов — Ящук/. — 863 с. — 100 000 экз. — ISBN 5-203-00536-2.».
- Персиковым цветом  в таблице выделены Герои, удостоенные звания дважды и более раз.
- Серым цветом  в таблице выделены Герои, представленные к званию посмертно

| Навигационная таблица | Навигационная таблица                |
| --------------------- | ------------------------------------ |
| «Н»                   | Набиев Вали — Немудрый Иван          |
| «Н»                   | Немцев Иван — Николаенко Владимир    |
| «Н»                   | Николаенко Евгений — Нюхтиков Михаил |

| № п/п | Фамилия Имя Отчество                                                                | Дата Указа            | Род войск    | Должность | Звание                                    | Годы жизни                                   | БС ГС НЛ                        |
| ----- | ----------------------------------------------------------------------------------- | --------------------- | ------------ | --- | ----------------------------------------- | -------------------------------------------- | ------------------------------- |
| 243   | Никола́енко Евгений Макарович бел. Нікалаенка Яўген Макаравіч                        | 22.02.1939            | авиация      | командир истребительной авиационной группы в составе Национально-революционной армии Китая | капитан                                   | 30.09.1905 — 16.04.1961                      | ——                              |
| 244   | Никола́енко Иван Дементьевич укр. Ніколаєнко Іван Дементійович                       | 06.04.1945            | кавалерия    | помощник командира взвода 60-го гвардейского кавалерийского полка 16-й гвардейской кавалерийской дивизии 7-го гвардейского кавалерийского корпуса 1-го Белорусского фронта                                                            | гвардии старший сержант                   | 04.04.1921 — 08.08.1948                      | [ БС 1 ] [ ГС 2 ] [ НЛ 1 ]      |
| 245   | Никола́енко Николай Мефодиевич укр. Ніколаєнко Микола Мефодійович                    | 26.10.1944            | авиация      | начальник связи эскадрильи 50-го отдельного разведывательного авиационного полка 2-й воздушной армии 1-го Украинского фронта | старший лейтенант                         | 28.06.1917 — 25.03.1984                      | [ БС 1 ] [ ГС 3 ] [ НЛ 2 ]      |
| 246   | Никола́енко Пётр Иванович укр. Ніколаєнко Петро Іванович                             | 31.03.1943            | танкист      | командир танковой роты 134-го танкового полка 10-й гвардейской кавалерийской дивизии 4-го гвардейского кавалерийского корпуса Закавказского фронта                                                                                    | старший лейтенант                         | 12.06.1914 — 29.01.1943                      | [ БС 1 ] [ ГС 4 ] [ НЛ 3 ]      |
| 247   | Никола́енко Роман Стефанович                                                         | 24.03.1945            | танкист      | командир взвода 8-го гвардейского отдельного танкового полка 19-го танкового корпуса 1-го Прибалтийского фронта | гвардии лейтенант                         | 29.09.1918 — 26.12.1944                      | [ БС 1 ] [ ГС 5 ] [ НЛ 4 ]      |
| 248   | Никола́енков Александр Игнатьевич                                                    | 24.08.1943            | авиация      | заместитель командира эскадрильи 760-го истребительного авиационного полка 261-й смешанной авиационной дивизии 7-й воздушной армии Карельского фронта                                                                                 | старший лейтенант                         | 02.04.1920 — 07.07.1943                      | [ БС 1 ] [ ГС 6 ] [ НЛ 5 ]      |
| 249   | Никола́енков Игорь Дмитриевич                                                        | 29.10.1943            | артиллерия   | командир миномётной роты 132-го гвардейского стрелкового полка 42-й гвардейской стрелковой дивизии 40-й армии Воронежского фронта | гвардии старший лейтенант                 | 01.08.1920 — 03.03.1947                      | [ БС 1 ] [ ГС 7 ] [ НЛ 6 ]      |
| 250   | Николе́нко Павел Фёдорович укр. Ніколенко Павло Федорович                            | 17.10.1943            | десантники   | командир роты 9-го гвардейского воздушно-десантного полка 4-й гвардейской воздушно-десантной дивизии 60-й армии Центрального фронта                                                                                                   | гвардии лейтенант                         | 24.08.1914 — 03.01.1983                      | [ БС 2 ] [ ГС 8 ] [ НЛ 7 ]      |
| 251   | Николе́нко Степан Михайлович укр. Ніколенко Степан Михайлович                        | 11.04.1940            | танкист      | начальник штаба 95-го отдельного танкового батальона 20-й танковой бригады 7-й армии Северо-Западного фронта | старший лейтенант                         | 27.12.1905 — 16.08.1942                      | [ БС 3 ] [ ГС 9 ] [ НЛ 8 ]      |
| 252   | Нико́льский Николай Сергеевич                                                        | 22.02.1944            | комиссар     | начальник политотдела 39-й гвардейской стрелковой дивизии 8-й гвардейской армии 3-го Украинского фронта | гвардии полковник                         | 15.09.1913 — 12.04.2001                      | [ БС 3 ] [ ГС 10 ] [ НЛ 9 ]     |
| 253   | Никольчу́к Николай Леонтьевич укр. Нікольчук Микола Леонтійович                      | 15.05.1946            | артиллерия   | командир батареи 1301-го пушечного артиллерийского полка 61-й пушечной артиллерийской бригады 16-й артиллерийской дивизии прорыва РГК в составе 7-й гвардейской армии 2-го Украинского фронта                                         | капитан                                   | 06.12.1919 — 10.10.1976                      | [ БС 3 ] [ ГС 11 ] [ НЛ 10 ]    |
| 254   | Никоне́нко Тимофей Иванович укр. Никоненко Тимофій Іванович                          | 13.09.1944            | пехота       | стрелок 797-го стрелкового полка 232-й стрелковой дивизии 40-й армии 2-го Украинского фронта | красноармеец                              | 05.06.1908 — 09.11.1977                      | [ БС 3 ] [ ГС 12 ] [ НЛ 11 ]    |
| 255   | Никоне́нко Яков Тихонович укр. Никоненко Яків Тихонович                              | 26.10.1943            | пехота       | командир 702-го стрелкового полка 213-й стрелковой дивизии 7-й гвардейской армии Степного фронта | майор                                     | 12.03.1911 — 07.01.1973                      | [ БС 3 ] [ ГС 13 ] [ НЛ 12 ]    |
| 256   | Ни́конов Алексей Васильевич                                                          | 22.10.1937            | танкист      | механик-водитель танка Т-26 4-й отдельной механизированной бригады в составе вооружённых сил Испанской Республики | младший командир                          | 11.03.1911 — 09.07.1937                      | ——                              |
| 257   | Ни́конов Андрей Григорьевич                                                          | 30.10.1943            | пехота       | командир 685-го стрелкового полка 193-й стрелковой дивизии 65-й армии Центрального фронта | подполковник                              | 19.08.1901 — 30.01.1944                      | [ БС 4 ] [ ГС 15 ] [ НЛ 13 ]    |
| 258   | Ни́конов Евгений Александрович                                                       | 03.09.1957            | морской флот | торпедный электрик лидера эскадренных миноносцев «Минск» Балтийского флота | краснофлотец                              | 18.12.1920 — 19.08.1941                      | [ БС 5 ] [ ГС 16 ] [ НЛ 14 ]    |
| 259   | Ни́конов Иван Яковлевич                                                              | 10.04.1945            | танкист      | командир отделения бронетранспортёров разведывательного взвода роты управления 62-й гвардейской танковой бригады 10-го гвардейского танкового корпуса 4-й танковой армии 1-го Украинского фронта                                      | гвардии старшина                          | 25.08.1912 — 29.04.1980                      | [ БС 5 ] [ ГС 17 ] [ НЛ 15 ]    |
| 260   | Ни́конов Константин Павлович                                                         | 27.02.1945            | танкист      | командир взвода танков Т-34 44-й гвардейской танковой бригады 11-го гвардейского танкового корпуса 1-й гвардейской танковой армии 1-го Белорусского фронта                                                                            | гвардии старший лейтенант                 | 01.06.1922 — 01.08.1982                      | [ БС 5 ] [ ГС 18 ] [ НЛ 16 ]    |
| 261   | Ни́конов Николай Андреевич                                                           | 22.07.1944            | пехота       | командир отделения 732-го стрелкового полка 235-й стрелковой дивизии 43-й армии 1-го Прибалтийского фронта | старший сержант                           | 03.06.1922 — 07.01.1947                      | [ БС 5 ] [ ГС 19 ] [ НЛ 17 ]    |
| 262   | Ни́конов Николай Павлович                                                            | 24.03.1945            | пехота       | командир отделения 40-го гвардейского стрелкового полка 11-й гвардейской стрелковой дивизии 11-й гвардейской армии 3-го Белорусского фронта                                                                                           | гвардии младший сержант                   | 1925 — 17.07.1944                            | [ БС 5 ] [ ГС 20 ] [ НЛ 18 ]    |
| 263   | Ни́конов Яков Васильевич                                                             | 27.02.1945            | кавалерия    | исполняющий обязанность командира взвода 57-го гвардейского кавалерийского полка 15-й гвардейской кавалерийской дивизии 7-го гвардейского кавалерийского корпуса 1-го Белорусского фронта                                             | гвардии сержант                           | 15.10.1923 — 29.03.2002                      | [ БС 5 ] [ ГС 21 ] [ НЛ 19 ]    |
| 264   | Никоно́ров Пётр Михайлович                                                           | 01.07.1944            | авиация      | командир звена 88-го гвардейского истребительного авиационного полка 8-й гвардейской истребительной авиационной дивизии 5-го истребительного авиационного корпуса 2-й воздушной армии 1-го Украинского фронта                         | гвардии лейтенант                         | 13.01.1923 — 05.07.1983                      | [ БС 5 ] [ ГС 22 ] [ НЛ 20 ]    |
| 265   | Нику́лин Дмитрий Егорович                                                            | 19.08.1944            | авиация      | начальник связи эскадрильи 99-го гвардейского отдельного разведывательного авиационного полка 15-й воздушной армии 2-го Прибалтийского фронта                                                                                         | гвардии старший лейтенант                 | 19.09.1914 — 10.10.1944                      | [ БС 6 ] [ ГС 23 ] [ НЛ 21 ]    |
| 266   | Нику́лин Егор Иосифович                                                              | 27.06.1945            | кавалерия    | командир отделения 7-го гвардейского кавалерийского полка 2-й гвардейской кавалерийской дивизии 1-го гвардейского кавалерийского корпуса 1-го Украинского фронта                                                                      | гвардии сержант                           | 30.01.1909 — 27.06.1992                      | [ БС 7 ] [ ГС 24 ] [ НЛ 22 ]    |
| 267   | Нику́лин Павел Ефимович                                                              | 10.04.1945            | артиллерия   | командир 1075-го армейского истребительно-противотанкового артиллерийского полка 5-й гвардейской армии 1-го Украинского фронта | подполковник                              | 26.12.1909 — 25.02.1951                      | [ БС 7 ] [ ГС 25 ] [ НЛ 23 ]    |
| 268   | Нику́лин Пётр Иванович                                                               | 24.03.1945            | артиллерия   | командир орудия 507-го армейского истребительно-противотанкового артиллерийского полка 5-й ударной армии 1-го Белорусского фронта | сержант                                   | 11.01.1921 — 31.07.1975                      | [ БС 7 ] [ ГС 26 ] [ НЛ 24 ]    |
| 269   | Нику́лина Евдокия Андреевна                                                          | 26.10.1944            | авиация      | командир эскадрильи 46-го гвардейского ночного бомбардировочного авиационного полка 325-й ночной бомбардировочной авиационной дивизии 4-й воздушной армии 2-го Белорусского фронта                                                    | гвардии майор                             | 08.11.1917 — 23.03.1993                      | [ БС 7 ] [ ГС 27 ] [ НЛ 25 ]    |
| 270   | Нику́льников Иван Константинович                                                     | 15.05.1946            | артиллерия   | командир взвода управления батареи 109-й гаубичной артиллерийской бригады 16-й артиллерийской дивизии прорыва РГК в составе 7-й гвардейской армии 2-го Украинского фронта                                                             | лейтенант                                 | 08.10.1916 — 25.09.1980                      | [ БС 7 ] [ ГС 28 ] [ НЛ 26 ]    |
| 271   | Нило́вский Сергей Фёдорович                                                          | 21.03.1940            | артиллерия   | командир 402-го гаубичного артиллерийского полка 7-й армии Северо-Западного фронта | капитан                                   | 03.06.1906 — 22.08.1973                      | [ БС 7 ] [ ГС 29 ] [ НЛ 27 ]    |
| 272   | Ниха́ев Ефим Максимович                                                              | 24.03.1945            | пехота       | командир роты 167-го гвардейского стрелкового полка 1-й гвардейской стрелковой дивизии 11-й гвардейской армии 3-го Белорусского фронта                                                                                                | гвардии старший лейтенант                 | 25.12.1913 — 09.06.1979                      | [ БС 8 ] [ ГС 30 ] [ НЛ 28 ]    |
| 273   | Ничепуре́нко Алексей Петрович                                                        | 24.03.1945            | пехота       | стрелок 433-го стрелкового полка 64-й стрелковой дивизии 50-й армии 2-го Белорусского фронта | красноармеец                              | 01.06.1912 — 03.10.1944                      | [ БС 9 ] [ ГС 31 ] [ НЛ 29 ]    |
| 274   | Ниязмаме́дов Тачмамед туркм. Nyýazmämmedow Täçmämmet                                 | 15.01.1944            | кавалерия    | помощник командира пулемётного взвода 60-го гвардейского кавалерийского полка 16-й гвардейской кавалерийской дивизии 7-го гвардейского кавалерийского корпуса Центрального фронта                                                     | гвардии старший сержант                   | 1914 — 14.11.1943                            | [ БС 9 ] [ ГС 32 ] [ НЛ 30 ]    |
| 275   | Нова́к Василий Лукич укр. Новак Василь Лукич                                         | 10.01.1944            | пехота       | пулемётчик 615-го стрелкового полка 167-й стрелковой дивизии 38-й армии 1-го Украинского фронта | красноармеец                              | 25.01.1925 — 26.01.1944                      | [ БС 9 ] [ ГС 33 ] [ НЛ 31 ]    |
| 276   | Нова́к Терентий Фёдорович укр. Новак Терентій Федорович                              | 10.05.1965            | партизан     | звание Героя Советского Союза присвоено по совокупности боевых заслуг во время Великой Отечественной войны | подполковник государственной безопасности | 30.10.1912 — 11.08.1983                      | ——                              |
| 277   | Но́вик Николай Петрович укр. Новик Микола Петрович                                   | 24.03.1945            | артиллерия   | командир батареи 1642-го армейского истребительно-противотанкового артиллерийского полка 1-й гвардейской армии 1-го Украинского фронта                                                                                                | старший лейтенант                         | 19.12.1920 — 23.06.1944                      | [ БС 9 ] [ ГС 35 ] [ НЛ 32 ]    |
| 278   | Но́виков Александр Александрович                                                     | 17.04.1945 08.09.1945 | маршал       | командующий Военно-воздушными силами Рабоче-крестьянской Красной армии | Главный маршал авиации                    | 19.11.1900 — 03.12.1976                      | ——                              |
| 279   | Но́виков Александр Алексеевич                                                        | 27.06.1945            | авиация      | командир 162-го гвардейского бомбардировочного авиационного полка 8-й гвардейской бомбардировочной авиационной дивизии 6-го гвардейского бомбардировочного авиационного корпуса 2-й воздушной армии 1-го Украинского фронта           | гвардии полковник                         | 23.04.1907 — 19.09.1979                      | [ БС 11 ] [ ГС 37 ] [ НЛ 33 ]   |
| 280   | Но́виков Александр Васильевич                                                        | 30.10.1943            | пехота       | командир пулемётного отделения 895-го стрелкового полка 193-й стрелковой дивизии 65-й армии Центрального фронта | сержант                                   | 04.12.1924 — 21.05.1977                      | [ БС 11 ] [ ГС 38 ] [ НЛ 34 ]   |
| 281   | Но́виков Александр Евдокимович                                                       | 30.01.1943            | авиация      | лётчик 728-го истребительного авиационного полка ВВС 3-й ударной армии Калининского фронта | старшина                                  | 27.10.1922 — 09.03.1942                      | [ БС 11 ] [ ГС 39 ] [ НЛ 35 ]   |
| 282   | Но́виков Александр Кириллович                                                        | 27.06.1945            | авиация      | командир эскадрильи 108-го гвардейского штурмового авиационного полка 6-й гвардейской штурмовой авиационной дивизии 2-го гвардейского штурмового авиационного корпуса 2-й воздушной армии 1-го Украинского фронта                     | гвардии капитан                           | 30.08.1920 — 07.07.1984                      | [ БС 11 ] [ ГС 40 ] [ НЛ 36 ]   |
| 283   | Но́виков Алексей Иванович                                                            | 04.02.1943            | авиация      | командир эскадрильи 17-го истребительного авиационного полка 205-й истребительной авиационной дивизии 2-й воздушной армии Воронежского фронта                                                                                         | капитан                                   | 07.11.1916 — 23.10.1986                      | [ БС 11 ] [ ГС 41 ] [ НЛ 37 ]   |
| 284   | Но́виков Андрей Владимирович                                                         | 27.06.1945            | комиссар     | заместитель по политической части командира 7-го гвардейского танкового корпуса 3-й гвардейской танковой армии 1-го Украинского фронта                                                                                                | гвардии полковник                         | 23.08.1902 — 28.09.1985                      | [ БС 11 ] [ ГС 42 ] [ НЛ 38 ]   |
| 285   | Но́виков Борис Алексеевич                                                            | 18.08.1945            | авиация      | командир эскадрильи 214-го штурмового авиационного полка 260-й штурмовой авиационной дивизии 4-й воздушной армии 2-го Белорусского фронта                                                                                             | капитан                                   | 03.07.1917 — 12.04.1978                      | [ БС 12 ] [ ГС 43 ] [ НЛ 39 ]   |
| 286   | Но́виков Василий Васильевич                                                          | 29.05.1945            | генерал      | командир 7-го гвардейского танкового корпуса 3-й гвардейской танковой армии 1-го Украинского фронта | гвардии генерал-майор                     | 08.07.1898 — 23.10.1965                      | [ БС 13 ] [ ГС 44 ] [ НЛ 40 ]   |
| 287   | Но́виков Василий Захарович                                                           | 10.04.1945            | артиллерия   | командир орудия 133-го стрелкового полка 72-й стрелковой дивизии 21-й армии 1-го Украинского фронта | младший сержант                           | 08.02.1911 — 22.03.1985                      | [ БС 13 ] [ ГС 45 ] [ НЛ 41 ]   |
| 288   | Но́виков Василий Иванович                                                            | 10.04.1945            | танкист      | командир танкового взвода разведки 53-й гвардейской танковой бригады 6-го гвардейского танкового корпуса 3-й гвардейской танковой армии 1-го Украинского фронта                                                                       | гвардии лейтенант                         | 16.04.1921 — 21.02.1945                      | [ БС 13 ] [ ГС 46 ] [ НЛ 42 ]   |
| 289   | Но́виков Василий Корнеевич                                                           | 24.03.1945            | артиллерия   | командир 438-го истребительно-противотанкового артиллерийского полка РГК в составе 4-й гвардейской армии 2-го Украинского фронта | подполковник                              | 28.08.1907 — 20.01.1981                      | [ БС 13 ] [ ГС 47 ] [ НЛ 43 ]   |
| 290   | Но́виков Василий Михайлович                                                          | 04.07.1937            | танкист      | командир танка Т-26 13-го отдельного танкового батальона интернациональной танковой бригады вооружённых сил Испанской Республики | младший командир                          | 12.04.1910 — 16.05.1979                      | ——                              |
| 291   | Но́виков Василий Сергеевич                                                           | 22.02.1944            | пехота       | командир роты 184-го гвардейского стрелкового полка 62-й гвардейской стрелковой дивизии 37-й армии Степного фронта | гвардии старший лейтенант                 | 22.03.1914 — 28.03.1945                      | [ БС 13 ] [ ГС 49 ] [ НЛ 44 ]   |
| 292   | Но́виков Виктор Алексеевич                                                           | 02.03.1938            | танкист      | механик-водитель танка БТ-5 1-го отдельного интернационального танкового полка вооружённых сил Испанской Республики | младший командир                          | 22.01.1913 — октябрь 1941 (пропал без вести) | ——                              |
| 293   | Но́виков Владимир Степанович                                                         | 15.05.1946            | пехота       | командир батальона 137-го гвардейского стрелкового полка 47-й гвардейской стрелковой дивизии 8-й гвардейской армии 1-го Белорусского фронта                                                                                           | гвардии майор                             | 09.07.1922 — 11.07.1999                      | [ БС 14 ] [ ГС 51 ] [ НЛ 45 ]   |
| 294   | Но́виков Геннадий Иванович                                                           | 27.06.1945            | авиация      | командир эскадрильи 82-го гвардейского бомбардировочного авиационного полка 1-й гвардейской бомбардировочной авиационной дивизии 6-го гвардейского бомбардировочного авиационного корпуса 2-й воздушной армии 1-го Украинского фронта | гвардии капитан                           | 20.01.1915 — 06.01.1993                      | [ БС 15 ] [ ГС 52 ] [ НЛ 46 ]   |
| 295   | Но́виков Дмитрий Николаевич                                                          | 18.02.1981            | морской флот | командир атомного подводного крейсера стратегического назначения «К-233» 13-й дивизии 3-й флотилии подводных лодок Северного флота | капитан 1 ранга                           | род. 05.02.1939                              | ——                              |
| 296   | Но́виков Егор Павлович                                                               | 16.01.1942            | авиация      | командир звена 191-го истребительного авиационного полка 7-го истребительного авиационного корпуса ПВО Ленинградского фронта | младший лейтенант                         | 01.10.1915 — 17.09.1941                      | [ БС 15 ] [ ГС 54 ] [ НЛ 47 ]   |
| 297   | Но́виков Ефим Васильевич                                                             | 24.03.1945            | танкист      | командир танкового взвода 233-й танковой бригады 5-го механизированного корпуса 6-й танковой армии 2-го Украинского фронта | старший лейтенант                         | 21.12.1906 — 27.02.1963                      | [ БС 15 ] [ ГС 55 ] [ НЛ 48 ]   |
| 298   | Но́виков Иван Васильевич                                                             | 24.03.1945            | танкист      | командир роты танков М4А2 18-й гвардейской танковой бригады 3-го гвардейского танкового корпуса 5-й гвардейской танковой армии 1-го Прибалтийского фронта                                                                             | гвардии лейтенант                         | 09.02.1921 — 12.09.1959                      | [ БС 15 ] [ ГС 56 ] [ НЛ 49 ]   |
| 299   | Но́виков Иван Миронович                                                              | 17.10.1943            | пехота       | командир 1031-го стрелкового полка 280-й стрелковой дивизии 60-й армии Центрального фронта | полковник                                 | 19.08.1904 — 09.09.1976                      | [ БС 15 ] [ ГС 57 ] [ НЛ 50 ]   |
| 300   | Но́виков Константин Афанасьевич                                                      | 01.05.1943            | авиация      | старший лётчик 40-го гвардейского истребительного авиационного полка 217-й истребительной авиационной дивизии 4-й воздушной армии Северо-Кавказского фронта                                                                           | гвардии младший лейтенант                 | 06.08.1919 — 09.01.1958                      | [ БС 15 ] [ ГС 58 ] [ НЛ 51 ]   |
| 301   | Но́виков Кузьма Иванович                                                             | 22.07.1944            | пехота       | стрелок 801-го стрелкового полка 235-й стрелковой дивизии 43-й армии 1-го Прибалтийского фронта | красноармеец                              | 01.11.1903 — 24.03.1983                      | [ БС 16 ] [ ГС 59 ] [ НЛ 52 ]   |
| 302   | Но́виков Михаил Васильевич                                                           | 21.03.1940            | пехота       | командир отделения 272-го стрелкового полка 123-й стрелковой дивизии 7-й армии Северо-Западного фронта | отделённый командир                       | 25.01.1918 — 04.12.1978                      | [ БС 17 ] [ ГС 60 ] [ НЛ 53 ]   |
| 303   | Но́виков Николай Александрович                                                       | 29.05.1945            | генерал      | командующий бронетанковыми и механизированными войсками 1-го Украинского фронта | генерал-полковник танковых войск          | 15.10.1900 — 04.04.1970                      | [ БС 17 ] [ ГС 61 ] [ НЛ 54 ]   |
| 304   | Но́виков Николай Александрович                                                       | 24.12.1943            | артиллерия   | командир дивизиона 118-го артиллерийского полка 69-й стрелковой дивизии 65-й армии Центрального фронта | капитан                                   | 06.05.1920 — 04.11.1943                      | [ БС 17 ] [ ГС 62 ] [ НЛ 55 ]   |
| 305   | Но́виков Николай Михайлович                                                          | 17.10.1943            | пехота       | помощник командира взвода 705-го стрелкового полка 121-й стрелковой дивизии 60-й армии Центрального фронта | сержант                                   | 1903 — 05.10.1943                            | [ БС 17 ] [ ГС 63 ] [ НЛ 56 ]   |
| 306   | Но́виков Николай Михайлович                                                          | 24.03.1945            | пехота       | командир 360-го стрелкового полка 74-й стрелковой дивизии 57-й армии 3-го Украинского фронта | подполковник                              | 25.02.1918 — 15.06.1980                      | [ БС 17 ] [ ГС 64 ] [ НЛ 57 ]   |
| 307   | Но́виков Николай Никитович                                                           | 23.09.1944            | танкист      | помощник командира взвода разведки роты управления 55-й гвардейской танковой бригады 7-го гвардейского танкового корпуса 3-й гвардейской танковой армии 1-го Украинского фронта                                                       | гвардии старшина                          | 09.05.1923 — 25.08.2000                      | [ БС 17 ] [ ГС 65 ] [ НЛ 58 ]   |
| 308   | Но́виков Николай Степанович                                                          | 15.01.1944            | пехота       | командир взвода 262-й отдельной армейской штрафной роты 65-й армии Центрального фронта | лейтенант                                 | 01.01.1923 — 05.10.1994                      | [ БС 18 ] [ ГС 66 ] [ НЛ 59 ]   |
| 309   | Но́виков Пётр Сергеевич                                                              | 19.04.1945            | авиация      | командир эскадрильи 943-го штурмового авиационного полка 277-й штурмовой авиационной дивизии 1-й воздушной армии 3-го Белорусского фронта                                                                                             | старший лейтенант                         | 22.01.1910 — 29.05.1978                      | [ БС 19 ] [ ГС 67 ] [ НЛ 60 ]   |
| 310   | Но́виков Сергей Трофимович                                                           | 01.11.1943            | пехота       | командир взвода автоматчиков 550-го стрелкового полка 126-й стрелковой дивизии 51-й армии 4-го Украинского фронта | сержант                                   | 15.07.1925 — 05.11.1943                      | [ БС 19 ] [ ГС 68 ] [ НЛ 61 ]   |
| 311   | Но́виков Спиридон Данилович                                                          | 19.03.1944            | инженер      | командир отделения 350-го армейского инженерного батальона 6-й армии Юго-Западного фронта | сержант                                   | 12.01.1910 — 02.05.1980                      | [ БС 19 ] [ ГС 69 ] [ НЛ 62 ]   |
| 312   | Но́виков Степан Егорович                                                             | 27.02.1945            | кавалерия    | наводчик станкового пулемёта 56-го гвардейского кавалерийского полка 14-й гвардейской кавалерийской дивизии 7-го гвардейского кавалерийского корпуса 1-го Белорусского фронта                                                         | гвардии сержант                           | 21.07.1906 — 30.01.1945                      | [ БС 19 ] [ ГС 70 ] [ НЛ 63 ]   |
| 313   | Но́виков Тит Парфёнович                                                              | 17.10.1943            | пехота       | командир роты 705-го стрелкового полка 121-й стрелковой дивизии 60-й армии Центрального фронта | старший лейтенант                         | 10.03.1907 — 05.04.1974                      | [ БС 19 ] [ ГС 71 ] [ НЛ 64 ]   |
| 314   | Нови́цкий Евгений Гаврилович бел. Навіцкі Яўген Гаўрылавіч                           | 06.03.1945            | авиация      | начальник парашютно-десантной службы 7-го гвардейского штурмового авиационного полка 9-й штурмовой авиационной дивизии ВВС Балтийского флота                                                                                          | гвардии капитан                           | 15.08.1912 — 11.10.1997                      | [ БС 20 ] [ ГС 72 ] [ НЛ 65 ]   |
| 315   | Нови́цкий Николай Михайлович                                                         | 31.03.1943            | пехота       | командир отделения 82-го гвардейского стрелкового полка 32-й гвардейской стрелковой дивизии 18-й армии Закавказского фронта | гвардии старший сержант                   | 23.04.1919 — 10.10.1942                      | [ БС 21 ] [ ГС 73 ] [ НЛ 66 ]   |
| 316   | Новичко́в Александр Степанович                                                       | 24.03.1945            | пехота       | командир батальона 609-го стрелкового полка 139-й стрелковой дивизии 50-й армии 2-го Белорусского фронта | капитан                                   | 23.11.1914 — 23.08.1944                      | [ БС 21 ] [ ГС 74 ] [ НЛ 67 ]   |
| 317   | Новичко́в Степан Матвеевич                                                           | 04.02.1944            | авиация      | командир звена 67-го гвардейского истребительного авиационного полка 1-й гвардейской истребительной авиационной дивизии 16-й воздушной армии Белорусского фронта                                                                      | гвардии старший лейтенант                 | 29.10.1921 — 20.07.1992                      | [ БС 21 ] [ ГС 75 ] [ НЛ 68 ]   |
| 318   | Новодра́н Павел Фёдорович укр. Новодран Павло Федорович                              | 16.10.1943            | пехота       | командир роты 4-го гвардейского стрелкового полка 6-й гвардейской стрелковой дивизии 13-й армии Центрального фронта | гвардии младший лейтенант                 | 13.06.1917 — 16.10.1943                      | [ БС 21 ] [ ГС 76 ] [ НЛ 69 ]   |
| 319   | Новожёнов Иван Иванович                                                             | 24.03.1945            | артиллерия   | командир батареи 27-й гвардейской пушечной артиллерийской бригады 8-й пушечной артиллерийской дивизии РГК в составе 51-й армии 1-го Прибалтийского фронта                                                                             | гвардии капитан                           | 19.11.1914 — 20.08.1944                      | [ БС 21 ] [ ГС 77 ] [ НЛ 70 ]   |
| 320   | Новожи́лов Василий Филиппович                                                        | 13.09.1944            | пехота       | командир батальона 861-го стрелкового полка 294-й стрелковой дивизии 52-й армии 2-го Украинского фронта | капитан                                   | 05.05.1912 — 20.02.1991                      | [ БС 21 ] [ ГС 78 ] [ НЛ 71 ]   |
| 321   | Новожи́лов Иван Васильевич                                                           | 24.08.1943            | авиация      | помощник по воздушно-стрелковой службе командира 13-го истребительного авиационного полка 201-й истребительной авиационной дивизии 2-го смешанного авиационного корпуса 8-й воздушной армии Южного фронта                             | капитан                                   | 09.10.1910 — 21.10.1976                      | [ БС 22 ] [ ГС 79 ] [ НЛ 72 ]   |
| 322   | Новожи́лов Лаврентий Иванович                                                        | 17.11.1943            | морской флот | командир взвода автоматчиков 386-го отдельного батальона морской пехоты Новороссийской военно-морской базы Черноморского флота | лейтенант                                 | 18.08.1905 — 01.11.1943                      | [ БС 23 ] [ ГС 80 ] [ НЛ 73 ]   |
| 323   | Новожи́лов Николай Вячеславович                                                      | 19.08.1944            | авиация      | заместитель командира эскадрильи 108-го авиационного полка 36-й авиационной дивизии 8-го авиационного корпуса Авиации дальнего действия                                                                                               | капитан                                   | 06.12.1918 — 17.04.1993                      | [ БС 23 ] [ ГС 81 ] [ НЛ 74 ]   |
| 324   | Новопа́шин Роман Иванович                                                            | 17.11.1943            | связисты     | линейный надсмотрщик 737-й отдельной кабельно-шестовой роты 3-й гвардейской танковой армии Воронежского фронта | красноармеец                              | 23.12.1912 — 31.12.1988                      | [ БС 23 ] [ ГС 82 ] [ НЛ 75 ]   |
| 325   | Новосёлов Кузьма Васильевич                                                         | 27.06.1945            | авиация      | заместитель командира эскадрильи 115-го гвардейского истребительного авиационного полка 7-й гвардейской истребительной авиационной дивизии 2-го истребительного авиационного корпуса 2-й воздушной армии 1-го Украинского фронта      | гвардии старший лейтенант                 | 08.02.1919 — 20.03.1985                      | [ БС 23 ] [ ГС 83 ] [ НЛ 76 ]   |
| 326   | Новосе́льцев Лукьян Евгеньевич                                                       | 31.05.1945            | пехота       | командир батальона 698-го стрелкового полка 146-й стрелковой дивизии 3-й ударной армии 1-го Белорусского фронта | капитан                                   | 28.11.1912 — 07.12.1956                      | [ БС 23 ] [ ГС 84 ] [ НЛ 77 ]   |
| 327   | Новосе́льцев Михаил Георгиевич                                                       | 24.12.1943            | артиллерия   | командир дивизиона 691-го артиллерийского полка 237-й стрелковой дивизии 40-й армии Воронежского фронта | старший лейтенант                         | 10.10.1921 — 04.08.2003                      | [ БС 23 ] [ ГС 85 ] [ НЛ 78 ]   |
| 328   | Новосе́льцев Михаил Иванович                                                         | 15.01.1944            | кавалерия    | командир пулемётного расчёта 62-го гвардейского кавалерийского полка 16-й гвардейской кавалерийской дивизии 7-го гвардейского кавалерийского корпуса Центрального фронта                                                              | гвардии ефрейтор                          | 12.02.1900 — 19.08.1967                      | [ БС 23 ] [ ГС 86 ] [ НЛ 79 ]   |
| 329   | Новоспа́сский Леонид Леонидович                                                      | 05.11.1944            | морской флот | командир катера «МО-423» 2-го гвардейского дивизиона малых охотников бригады сторожевых кораблей Охраны водного района Главной базы Северного флота                                                                                   | гвардии старший лейтенант                 | 13.08.1911 — 01.09.1969                      | [ БС 24 ] [ ГС 87 ] [ НЛ 80 ]   |
| 330   | Новоха́тько Михаил Степанович укр. Новохатько Михайло Степанович                     | 17.11.1943            | танкист      | командир 51-й гвардейской танковой бригады 6-го гвардейского танкового корпуса 3-й гвардейской танковой армии Воронежского фронта | гвардии полковник                         | 07.09.1907 — 31.08.1944                      | [ БС 25 ] [ ГС 88 ] [ НЛ 81 ]   |
| 331   | Нога́ Митрофан Петрович укр. Нога Митрофан Петрович                                  | 17.11.1939            | авиация      | командир эскадрильи 70-го истребительного авиационного полка 100-й смешанной авиационной бригады 1-й армейской группы | старший лейтенант                         | 19.08.1914 — 22.12.1986                      | ——                              |
| 332   | Но́жка Степан Захарович укр. Ножка Степан Захарович                                  | 20.12.1943            | инженер      | сапёр 69-го армейского инженерного батальона 37-й армии Степного фронта | красноармеец                              | 17.05.1915 — 24.08.1984                      | [ БС 25 ] [ ГС 90 ] [ НЛ 82 ]   |
| 333   | Номи́нас Борис Диомидович (Номинас Борис Дeомидович) укр. Номінас Борис Діомидович   | 19.03.1944            | инженер      | командир 5-й понтонно-мостовой бригады 12-й армии Юго-Западного фронта | подполковник                              | 24.07.1911 — 16.02.1995                      | [ БС 25 ] [ ГС 91 ] [ НЛ 83 ]   |
| 334   | Нори́цын Пётр Михайлович (Норицин Пётр Михайлович)                                   | 23.09.1943            | танкист      | командир орудия танка КВ-1 344-го танкового батальона 91-й танковой бригады Донского фронта | младший сержант                           | 21.12.1903 — 21.01.1943                      | [ БС 25 ] [ ГС 92 ] [ НЛ 84 ]   |
| 335   | Но́ркин Иван Андреевич                                                               | 09.02.1944            | артиллерия   | орудийный мастер батареи 12-го истребительного-противотанкового артиллерийского полка 40-й армии 1-го Украинского фронта | младший сержант                           | 24.09.1919 — 28.07.2002                      | [ БС 25 ] [ ГС 93 ] [ НЛ 85 ]   |
| 336   | Норсе́ев Вячеслав Александрович                                                      | 10.04.1945            | артиллерия   | наводчик орудия 370-го отдельного истребительно-противотанкового дивизиона 286-й стрелковой дивизии 59-й армии 1-го Украинского фронта                                                                                                | старший сержант                           | 05.07.1923 — 12.09.1983                      | [ БС 26 ] [ ГС 94 ] [ НЛ 86 ]   |
| 337   | Норте́нко Василий Иванович укр. Нортенко Василь Іванович                             | 24.03.1945            | танкист      | командир взвода танков Т-34 65-го отдельного танкового полка 8-й гвардейской армии 1-го Белорусского фронта | лейтенант                                 | 17.03.1922 — 02.04.2003                      | [ БС 27 ] [ ГС 95 ] [ НЛ 87 ]   |
| 338   | Но́рышев Михаил Матвеевич                                                            | 27.02.1945            | пехота       | стрелок 1133-го стрелкового полка 339-й стрелковой дивизии 33-й армии 1-го Белорусского фронта | красноармеец                              | 07.02.1910 — 10.02.1945                      | [ БС 27 ] [ ГС 96 ] [ НЛ 88 ]   |
| 339   | Носа́ль Евдокия Ивановна укр. Носаль Євдокія Іванівна                                | 24.05.1943            | авиация      | заместитель командира эскадрильи 46-го гвардейского ночного бомбардировочного авиационного полка 218-й ночной бомбардировочной авиационной дивизии 4-й воздушной армии Северо-Кавказского фронта                                      | гвардии младший лейтенант                 | 13.03.1918 — 23.04.1943                      | [ БС 27 ] [ ГС 97 ] [ НЛ 89 ]   |
| 340   | Носко́в Алексей Михайлович                                                           | 24.03.1945            | нквд         | курсант учебной команды сержантского состава войск НКВД по охране тыла 3-го Белорусский фронта | красноармеец                              | 21.11.1923 — 10.07.1944                      | [ БС 27 ] [ ГС 98 ] [ НЛ 90 ]   |
| 341   | Носко́в Григорий Матвеевич                                                           | 24.03.1945            | танкист      | механик-водитель танка 2-го танкового батальона 219-й танковой бригады 1-го механизированного корпуса 2-й гвардейской танковой армии 1-го Белорусского фронта                                                                         | старший сержант                           | 01.12.1905 — 19.01.1945                      | [ БС 27 ] [ ГС 99 ] [ НЛ 91 ]   |
| 342   | Носко́в Николай Иванович                                                             | 27.06.1945            | авиация      | командир эскадрильи 142-го гвардейского штурмового авиационного полка 8-й гвардейской штурмовой авиационной дивизии 1-го гвардейского штурмового авиационного корпуса 2-й воздушной армии 1-го Украинского фронта                     | гвардии капитан                           | 06.01.1922 — 27.09.1971                      | [ БС 27 ] [ ГС 100 ] [ НЛ 92 ]  |
| 343   | Носко́в Николай Михайлович                                                           | 17.10.1943            | пехота       | командир отделения 231-го гвардейского стрелкового полка 75-й гвардейской стрелковой дивизии 60-й армии Центрального фронта | гвардии сержант                           | 01.01.1902 — 23.05.1966                      | [ БС 27 ] [ ГС 101 ] [ НЛ 93 ]  |
| 344   | Но́сов Александр Андреевич                                                           | 21.07.1942            | авиация      | командир звена 288-го штурмового авиационного полка ВВС Северо-Западного фронта | лейтенант                                 | 21.06.1920 — 15.11.1991                      | [ БС 28 ] [ ГС 102 ] [ НЛ 94 ]  |
| 345   | Но́сов Александр Михайлович                                                          | 17.10.1943            | пехота       | помощник командира взвода 15-го гвардейского стрелкового полка 2-й гвардейской стрелковой дивизии 56-й армии Северо-Кавказского фронта                                                                                                | гвардии младший сержант                   | 1924 — 03.10.1943                            | [ БС 29 ] [ ГС 103 ] [ НЛ 95 ]  |
| 346   | Но́сов Иван Степанович                                                               | 09.02.1944            | артиллерия   | командир орудия 321-го гвардейского истребительно-противотанкового артиллерийского полка 7-й гвардейской истребительно-противотанковой артиллерийской бригады РГК в составе войск Воронежского фронта                                 | гвардии сержант                           | 01.04.1923 — 05.07.1997                      | [ БС 29 ] [ ГС 104 ] [ НЛ 96 ]  |
| 347   | Но́сов Савелий Васильевич                                                            | 15.05.1946            | авиация      | командир звена 150-го гвардейского истребительного авиационного полка 13-й гвардейской истребительной авиационной дивизии 3-го гвардейского истребительного авиационного корпуса 5-й воздушной армии 2-го Украинского фронта          | гвардии лейтенант                         | 23.10.1923 — 06.11.1999                      | [ БС 29 ] [ ГС 105 ] [ НЛ 97 ]  |
| 348   | Носове́ц Александр Захарович                                                         | 05.11.1944            | авиация      | инструктор по радионавигации и заместитель штурмана 14-го гвардейского авиационного полка 5-й гвардейской авиационной дивизии 4-го гвардейского авиационного корпуса Авиации дальнего действия                                        | гвардии майор                             | 25.06.1915 — 05.08.2003                      | [ БС 29 ] [ ГС 106 ] [ НЛ 98 ]  |
| 349   | Носу́ля Николай Васильевич укр. Носуля Микола Васильович                             | 24.03.1945            | пехота       | командир отделения 1006-го стрелкового полка 266-й стрелковой дивизии 5-й ударной армии 1-го Белорусского фронта | сержант                                   | 1926 — 20.01.1945                            | [ БС 29 ] [ ГС 107 ] [ НЛ 99 ]  |
| 350   | Нсанба́ев Буран (Нсанбаев Боран) каз. Нысанбаев Боран                                | 23.09.1943            | артиллерия   | миномётчик 771-го стрелкового полка 137-й стрелковой дивизии 48-й армии Брянского фронта | красноармеец                              | 1918 — 06.02.1943                            | [ БС 30 ] [ ГС 108 ] [ НЛ 100 ] |
| 351   | Нуга́ев Наджиб Нугманович тат. Нугаев Нәҗип Ногман улы                               | 26.10.1943            | артиллерия   | наводчик орудия 1669-го истребительно-противотанкового артиллерийского полка 7-й гвардейской армии Степного фронта | младший сержант                           | 1910 — 06.05.1946                            | [ БС 30 ] [ ГС 109 ] [ НЛ 101 ] |
| 352   | Нуждо́в Николай Ильич                                                                | 31.05.1945            | танкист      | механик-водитель танка Т-34 65-й гвардейской танковой бригады 9-го гвардейского танкового корпуса 2-й гвардейской танковой армии 1-го Белорусского фронта                                                                             | гвардии старшина                          | 23.11.1923 — 22.03.1991                      | [ БС 30 ] [ ГС 110 ] [ НЛ 102 ] |
| 353   | Нуради́лов Ханпаша Нурадилович чечен. Нурадилов Ханпаша                              | 17.04.1943            | кавалерия    | командир пулемётного взвода 17-го гвардейского кавалерийского полка 5-й гвардейской кавалерийской дивизии Сталинградского фронта | гвардии сержант                           | 06.07.1920 — 12.09.1942                      | [ БС 30 ] [ ГС 111 ] [ НЛ 103 ] |
| 354   | Нуржа́нов Казбек Бейсенович каз. Нұржанов Қазыбек Бейсенұлы                          | 24.03.1945            | артиллерия   | командир взвода разведки 61-го отдельного истребительно-противотанкового дивизиона 5-й стрелковой дивизии 3-й армии 2-го Белорусского фронта                                                                                          | старший сержант                           | 29.06.1919 — 24.07.1944                      | [ БС 30 ] [ ГС 112 ] [ НЛ 104 ] |
| 355   | Нурка́ев Талип Латыпович тат. Нуркәев Талип Латыйп улы                               | 13.09.1944            | пехота       | автоматчик 105-го гвардейского стрелкового полка 34-й гвардейской стрелковой дивизии 46-й армии 3-го Украинского фронта | красноармеец                              | 09.03.1925 — 24.09.1997                      | [ БС 30 ] [ ГС 113 ] [ НЛ 105 ] |
| 356   | Нурлыба́ев Жолдыбай каз. Нұрлыбаев Жолдыбай                                          | 24.03.1945            | артиллерия   | командир батареи 507-го армейского истребительно-противотанкового артиллерийского полка 5-й ударной армии 1-го Белорусского фронта | капитан                                   | 20.05.1920 — 30.01.1945                      | [ БС 30 ] [ ГС 114 ] [ НЛ 106 ] |
| 357   | Нурмагамбе́тов Сагадат Кожахметович каз. Нұрмағамбетов Сағадат Қожахметұлы           | 27.02.1945            | пехота       | командир пулемётной роты 1052-го стрелкового полка 301-й стрелковой дивизии 5-й ударной армии 1-го Белорусского фронта | капитан                                   | 25.05.1924 — 24.09.2013                      | [ БС 31 ] [ ГС 115 ] [ НЛ 107 ] |
| 358   | Нурма́нов Прим узб. Nurmonov Pirimqul                                                | 22.02.1944            | пехота       | командир отделения 178-го гвардейского стрелкового полка 60-й гвардейской стрелковой дивизии 6-й армии 3-го Украинского фронта | гвардии старший сержант                   | 20.04.1911 — 10.12.1978                      | [ БС 32 ] [ ГС 116 ] [ НЛ 108 ] |
| 359   | Нурме́тов Сатым узб. Nurmetov Sotim                                                  | 19.04.1945            | инженер      | командир отделения 51-го гвардейского отдельного сапёрного батальона 13-го гвардейского стрелкового корпуса 43-й армии 3-го Белорусского фронта                                                                                       | гвардии сержант                           | 15.06.1924 — 04.08.1994                      | [ БС 32 ] [ ГС 117 ] [ НЛ 109 ] |
| 360   | Нурпеи́сов Плис Кольгельдиевич (Нурпейсов Плис Кольгельдиевич) каз. Нұрпейісов Біліс | 18.08.1945            | авиация      | лётчик-наблюдатель 47-го гвардейского отдельного разведывательного авиационного полка Главного командования Красной Армии | гвардии старший лейтенант                 | 23.12.1919 — 23.04.1945                      | [ БС 32 ] [ ГС 118 ] [ НЛ 110 ] |
| 361   | Нурси́тов Жепасбай (Нурсеитов Джаппасбай) каз. Нұрсейітов Жаппасбай                  | 10.01.1944            | пехота       | стрелок 436-го стрелкового полка 155-й стрелковой дивизии 27-й армии Воронежского фронта | красноармеец                              | 09.05.1923 — 14.04.1997                      | [ БС 32 ] [ ГС 119 ] [ НЛ 111 ] |
| 362   | Нырко́в Геннадий Матвеевич                                                           | 19.04.1945            | пехота       | командир батальона 801-го стрелкового полка 235-й стрелковой дивизии 43-й армии 3-го Белорусского фронта | старший лейтенант                         | 10.09.1918 — 01.04.2001                      | [ БС 32 ] [ ГС 120 ] [ НЛ 112 ] |
| 363   | Ню́хтиков Михаил Александрович                                                       | 01.05.1957            | авиация      | лётчик-испытатель ОКБ имени А. Н. Туполева | полковник                                 | 16.06.1906 — 05.05.1998                      | ——                              |

| Навигационная таблица | Навигационная таблица                |
| --------------------- | ------------------------------------ |
| «Н»                   | Набиев Вали — Немудрый Иван          |
| «Н»                   | Немцев Иван — Николаенко Владимир    |
| «Н»                   | Николаенко Евгений — Нюхтиков Михаил |